# Cristian Garín
Cristian Garín Medone (ur. 30 maja 1996 w Santiago) – chilijski tenisista, reprezentant kraju w Pucharze Davisa, mistrz French Open 2013 w grze pojedynczej chłopców.

## Kariera zawodowa
Zawodowym tenisistą został w 2013 roku, a już rok wcześniej debiutował w reprezentacji Chile w Pucharze Davisa.
W drabince głównej zawodów Wielkiego Szlema po raz pierwszy zagrał podczas Wimbledonu 2017, awansując z kwalifikacji. W cyklu ATP Tour Chilijczyk zwyciężył w pięciu turniejach w grze pojedynczej z sześciu rozegranych finałów.
Najwyżej sklasyfikowany w rankingu ATP Tour w singlu był na 17. miejscu (13 września 2021).

### Finały w turniejach ATP Tour
| Legenda                                      |
| -------------------------------------------- |
| Wielki Szlem                                 |
| Igrzyska olimpijskie                         |
| Tennis Masters Cup / ATP Finals              |
| ATP Masters Series / ATP Tour Masters 1000   |
| ATP International Series Gold / ATP Tour 500 |
| ATP International Series / ATP Tour 250      |

#### Gra pojedyncza (5–1)
| Końcowy wynik | Nr | Data             | Turniej        | Nawierzchnia   | Przeciwnik        | Wynik finału     |
| ------------- | -- | ---------------- | -------------- | -------------- | ----------------- | ---------------- |
| Finalista     | 1. | 3 marca 2019     | São Paulo      | Ceglana (hala) | Guido Pella       | 5:7, 3:6         |
| Zwycięzca     | 1. | 14 kwietnia 2019 | Houston        | Ceglana        | Casper Ruud       | 7:6(4), 4:6, 6:3 |
| Zwycięzca     | 2. | 5 maja 2019      | Monachium      | Ceglana        | Matteo Berrettini | 6:1, 3:6, 7:6(1) |
| Zwycięzca     | 3. | 9 lutego 2020    | Córdoba        | Ceglana        | Diego Schwartzman | 2:6, 6:4, 6:0    |
| Zwycięzca     | 4. | 23 lutego 2020   | Rio de Janeiro | Ceglana        | Gianluca Mager    | 7:6(3), 7:5      |
| Zwycięzca     | 5. | 14 marca 2021    | Santiago       | Ceglana        | Facundo Bagnis    | 6:4, 6:7(3), 7:5 |

## Kariera juniorska
W 2012 roku triumfował w Orange Bowl w grze podwójnej. W 2013 roku wygrał juniorski turniej wielkoszlemowy French Open w grze pojedynczej, pokonując w finale Alexandra Zvereva 6:4, 6:1. Razem z Nicolásem Jarrym ulegli podczas zawodów deblowych parze Kyle Edmund–Frederico Ferreira Silva wynikiem 3:6, 3:6. W tym samym sezonie dotarł do półfinału singlowego US Open.

### Historia występów w juniorskim Wielkim Szlemie w singlu
| Turniej         | 2012 | 2013 |
| --------------- | ---- | ---- |
| Australian Open | A    | 3R   |
| French Open     | 2Q   | W    |
| Wimbledon       | 2R   | 3R   |
| US Open         | 2R   | SF   |

### Historia występów w juniorskim Wielkim Szlemie w deblu
| Turniej         | 2012 | 2013 |
| --------------- | ---- | ---- |
| Australian Open | A    | 1R   |
| French Open     | A    | F    |
| Wimbledon       | 2R   | 1R   |
| US Open         | 1R   | 1R   |

### Finały juniorskich turniejów wielkoszlemowych

#### Gra pojedyncza (1–0)
| Końcowy wynik | Nr | Data           | Turniej            | Nawierzchnia | Przeciwnik       | Wynik finału |
| ------------- | -- | -------------- | ------------------ | ------------ | ---------------- | ------------ |
| Zwycięzca     | 1. | 8 czerwca 2013 | French Open, Paryż | Ceglana      | Alexander Zverev | 6:4, 6:1     |

#### Gra pojedyncza (0–1)
| Końcowy wynik | Nr | Data           | Turniej            | Nawierzchnia | Partner       | Przeciwnicy                          | Wynik finału |
| ------------- | -- | -------------- | ------------------ | ------------ | ------------- | ------------------------------------ | ------------ |
| Finalista     | 1. | 8 czerwca 2013 | French Open, Paryż | Ceglana      | Nicolás Jarry | Kyle Edmund Frederico Ferreira Silva | 3:6, 3:6     |